# ماهی‌های پرک‌دار
ماهی‌های پرک‌دار (نام علمی: Notopteridae) نام یک تیره از راسته زبان‌استخوانی‌سانان است.